# La Rivière-Saint-Sauveur
La Rivière-Saint-Sauveur – miejscowość i gmina we Francji, w regionie Normandia, w departamencie Calvados.
Według danych na rok 1990 gminę zamieszkiwały 1584 osoby, a gęstość zaludnienia wynosiła 294 osoby/km² (wśród 1815 gmin Dolnej Normandii La Rivière-Saint-Sauveur plasuje się na 138. miejscu pod względem liczby ludności, natomiast pod względem powierzchni na miejscu 850.).